# Unimog 2010
Der Unimog 2010 ist ein Fahrzeug der Unimog-Reihe von Mercedes-Benz, das die Daimler-Benz AG von Juni 1951 bis August 1953 im Mercedes-Benz-Werk Gaggenau baute. Das Fahrzeug ist eine technische Kopie seines Vorgängers, des Unimog 70200. Obwohl der 2010 unter der Marke Mercedes-Benz vertrieben wurde, hat er keinen Mercedes-Stern, stattdessen ist das Ochsenkopf-Unimog-Logo auf der Motorhaube. Ausgenommen davon sind die Fahrzeuge für die Schweizer Armee, die kein Logo auf der Motorhaube haben. Insgesamt 5846 Fahrzeuge in fünf Baumustern wurden gebaut. Alle Fahrzeuge haben einen Radstand von 1720 mm und ein Klappverdeck. Die Bezeichnung Unimog 2010 rührt daher, dass bei der Firma Erhard & Söhne, die die ersten Unimogprototypen baute, alle Teile, Werkzeuge und Zeichnungen mit der Nummer 2010 begannen. Nachfolger des Unimog 2010 wurde der Unimog 401.

## Geschichte
Nachdem der Vorgänger des Unimog 2010, der Unimog 70200, bei Erhard & Söhne zur Serienreife gebracht worden war, wurde letztgenannter bei Gebr. Boehringer in Göppingen in Serie produziert. Bei Boehringer wurden die Fahrzeuge in Handarbeit montiert, sodass monatlich nur etwa 25 bis 30 Fahrzeuge entstanden. Mit diesen Stückzahlen konnte die Nachfrage nicht bedient werden, sodass die Unimogproduktion 1950 an Daimler-Benz verkauft wurde und von Göppingen nach Gaggenau umzog. In Göppingen lief die Produktion im April 1951 aus. Ursprünglich plante man bei Daimler-Benz, dass in Gaggenau die Produktion im Frühjahr 1951 beginnen würde, doch waren die Produktionseinrichtungen in Gaggenau nicht für die Unimogproduktion ausgelegt und man stieß auf logistische Hürden, die das Erreichen des monatlichen Produktionszieles von 170 bis 180 Einheiten unmöglich erscheinen ließen. Am 4. Juni 1951 begann schließlich die Produktion mit vorübergehender Stationsmontage im provisorisch dafür hergerichteten Bau 14 des Mercedes-Benz-Werks Gaggenau. Damit änderte sich die Typenbezeichnung des Unimogs, der fortan als Unimog 2010 bezeichnet wurde. Erst nach rund vier Wochen konnte Anfang Juli 1951 die Unimogproduktion in den Bau 44 umziehen, der mit den für die Großserienfertigung notwendigen Einrichtungen und Werkzeugen sowie einem Fließband ausgestattet war.
Bei Daimler-Benz wurde der Unimog an einigen Stellen modifiziert. So wurden die vorderen Kotflügel mit Sicken versehen und der Pritschenrahmen bekam spitze Ecken an den hinteren Enden. Der Achsdeckel wurde nun nicht mehr geschraubt, sondern geschweißt. Der Dieselmotor OM 636.912 mit 1697 cm3 Hubraum wurde anfangs auch im Unimog eingebaut, 1952 wurde er durch den OM 636.914 mit 1767 cm3 Hubraum ersetzt. Äußerlich unterscheiden sich beide Motoren durch einen geänderten Ventildeckel. Im Mai 1953 wurde auf der DLG-Ausstellung in Köln der Unimog 401 vorgestellt, der ab August 1953 in Serie produziert wurde. Damit endete die Produktion des Unimog 2010.

## Unimog 2010 als Militärfahrzeug
Wie auch schon der Vorgänger Unimog 70200 wurde der Unimog 2010 militärisch genutzt, Hauptabnehmer war die Schweizer Armee, die 540 Unimog 2010 kaufte, darüber hinaus besaß sie auch 44 Unimog 70200. Von der Schweizer Armee wurde der Unimog 2010 als Artillerietraktor, Pionierfahrzeug und Flugplatzschlepper eingesetzt. Da er das kleinste Fahrzeug des Heeres mit einem Dieselmotor war, erhielt er den Spitznamen „Dieseli“. In der Schweiz war der Unimog 2010 noch bis 1989 im Einsatz. Auch die Streitkräfte Frankreichs erwarben einige Unimog 2010.

## Baumusterübersicht
Es gibt zwar acht verschiedene Baumuster des Unimog 2010, tatsächlich gebaut wurden aber nur fünf davon. Der Kennbuchstabe M deutet laut Daimler auf Militärversionen des Unimog 2010 für die Schweizer Armee hin.
| Baumuster | Ausführung                                                                                            | Motor      | Anmerkungen                         |
| --------- | --- | ---------- | ----------------------------------- |
| 2010/1    | Grundausführung mit Klappverdeck                                                                      | OM 636.912 | ab 1952 OM 636.914                  |
| 2010/2    | Grundausführung mit Klappverdeck und Anhängerbremsanlage                                              | OM 636.914 |                                     |
| 2010/3    | Grundausführung mit Klappverdeck und Zapfwelle vorne und hinten                                       | OM 636.914 |                                     |
| 2010/4    | Grundausführung mit Klappverdeck und Anhängerbremsanlage sowie Zapfwelle vorne und hinten             | OM 636.914 |                                     |
| 2010/5    | Grundausführung mit Klappverdeck und Anhängerbremsanlage, Zapfwelle vorne und hinten sowie Kraftheber | OM 636.914 | teilweise auch OM 636.912 eingebaut |
| 2010/6    | Grundausführung mit Klappverdeck                                                                      | OM 636.914 | wurden nie gebaut                   |
| 2010/7    | Grundausführung mit Klappverdeck sowie Druckluftanlage für Anhängerbremse                             | OM 636.914 | wurden nie gebaut                   |
| 2010/8    | Grundausführung mit Klappverdeck sowie Kraftheber vorne und hinten                                    | OM 636.914 | wurden nie gebaut                   |